# 宮本優
宮本 優（みやもと ゆう、1999年5月17日 - ）は、熊本県出身の元プロサッカー選手。ポジションはディフェンダー。

## 来歴
JFAアカデミー熊本宇城を経て、高校時代は清水エスパルスのアカデミーに在籍。2016年のクラブユース選手権では準優勝メンバーに名を連ね、2017年には2種登録選手としてトップチームに登録されている。しかしトップチームには昇格できず、高校卒業後は法政大学に進学した。2021年11月、2022年シーズンからの東京ヴェルディ加入内定が発表された。
2022年4月9日、J2リーグ第9節のロアッソ熊本戦でプロデビューを飾った。
2023年、高知ユナイテッドSCに育成型期限付き移籍。2024年1月4日に期限付き移籍満了を発表。
2024年、ヴェルスパ大分に期限付き移籍。
この年、東京V、V大分共に契約満了となった。満了のプレスリリースの前に行われたJリーグ合同トライアウトに出場。
2025年1月23日、現役引退とヴェルスパ大分のクラブスタッフ就任を発表。

## 所属クラブ
- UKI-C.FC U-12
- JFAアカデミー熊本宇城/UKI-C.FC U-15
- 清水エスパルスユース
  - 2017年  清水エスパルス（2種登録選手）
- 法政大学
- 2022年 - 2024年  東京ヴェルディ
  - 2023年  高知ユナイテッドSC（期限付き移籍）
  - 2024年  ヴェルスパ大分（期限付き移籍）

## 個人成績
| 国内大会個人成績 | 国内大会個人成績 | 国内大会個人成績 | 国内大会個人成績 | 国内大会個人成績 | 国内大会個人成績 | 国内大会個人成績 | 国内大会個人成績 | 国内大会個人成績 | 国内大会個人成績 | 国内大会個人成績 | 国内大会個人成績 |
| 年度             | クラブ           | 背番号           | リーグ           | リーグ戦         | リーグ戦         | リーグ杯         | リーグ杯         | オープン杯       | オープン杯       | 期間通算         | 期間通算         |
| 年度             | クラブ           | 背番号           | リーグ           | 出場             | 得点             | 出場             | 得点             | 出場             | 得点             | 出場             | 得点             |
| 日本             | 日本             | 日本             | 日本             | リーグ戦         | リーグ戦         | リーグ杯         | リーグ杯         | 天皇杯           | 天皇杯           | 期間通算         | 期間通算         |
| ---------------- | ---------------- | ---------------- | ---------------- | ---------------- | ---------------- | ---------------- | ---------------- | ---------------- | ---------------- | ---------------- | ---------------- |
| 2022             | 東京V            | 32               | J2               | 9                | 0                | -                | -                | 2                | 0                | 11               | 0                |
| 2023             | 高知             | 13               | JFL              | 10               | 0                | -                | -                | 0                | 0                | 10               | 0                |
| 2024             | V大分            | 23               | JFL              | 7                | 0                | -                | -                | -                | -                | 7                | 0                |
| 通算             | 日本             | 日本             | J2               | 9                | 0                | -                | -                | 2                | 0                | 11               | 0                |
| 通算             | 日本             | 日本             | JFL              | 17               | 0                | -                | -                | 0                | 0                | 17               | 0                |
| 総通算           | 総通算           | 総通算           | 総通算           | 26               | 0                | -                | -                | 2                | 0                | 28               | 0                |

- 2017年 2種登録選手としての公式戦出場無し

## タイトル

### クラブ
法政大学
- 総理大臣杯全日本大学サッカートーナメント（2021年）